# رولف تسينكرناغل
رولف مارتن تسينكرناغل (بالألمانية: Rolf Martin Zinkernagel) (ولد في 6 يناير 1944) هو أستاذ علم المناعة التجريبي بجامعة زيوريخ، والحائز على جائزة نوبل في الطب سنة 1996 بالاشتراك مع الأسترالي بيتر دوهرتي.

## مولده ونشأته
ولد تسينكرناغل في قرية ريهين بكانتون مدينة بازل السويسري وفي تلك القرية قضى الجانب الأكبر من أعوامه الخمسة والعشرين الأولى، والتحق بمدرستها العامة «مدرسة الرياضيات والعلوم» (بالألمانية: Mathematisch-Naturwissenschaftliches Gymnasium)، التي كانت ـ كما هو واضح من اسمها ـ تهتم في المقام الأول بالرياضيات والعلوم. وبعد حصوله على الشهادة الثانوية سنة 1962، التحق تسينكرناغل بجامعة بازل لدراسة الطب.

## دراسته العلمية وعمله الطبي والأكاديمي
حصل تسينكرناغل على شهادته الطبية من جامعة بازل سنة 1968، وبعد تخرجه قرر هو وزوجته (التي كانت زميلته في الدراسة وتزوجها في نوفمبر 1968) السفر إلى أفريقيا للعمل ودراسة الجذام، وتقدما بأوراقهما بالفعل إلى منظمة الصحة العالمية في جنيف وإلى منظمات دولية أخرى، ولكن طلبهما لم يقبل لافتقارهما إلى الخبرة، فالتحق تسينكرناغل في يناير 1969 بقسم الجراحة بأحد مستشفيات بازل، غير أنه سرعان ما رغب عن الجراحة والتحق بالدراسات العليا في الطب التجريبي بجامعة زيورخ، حيث درس البيولوجيا الجزيئية والكيمياء الحيوية وعلم الوراثة والبيولوجيا العصبية وعلم المناعة. ثم عمل بقسم الكيمياء الحيوية بجامعة لوزان بدءاً من أكتوبر 1970 ليدرس علم المناعة والكيمياء المناعية. وهناك التقى شريكه في الأبحاث وفي جائزة نوبل بيتر دوهرتي وحصل على دكتوراه الفلسفة من الجامعة الوطنية الأسترالية سنة 1975.

## عضويته في الجمعيات المتخصصة
تسينكرناغل عضو في كل من:
- المجلس العلمي الاستشاري لمعهد بحوث السرطان
- الأكاديمية الوطنية (الأمريكية) للعلوم
- أكاديمية علم مناعة الأورام

## حصوله على جائزة نوبل
في سنة 1996 تشاطر تسينكرناغل جائزة نوبل في الطب مع الأسترالي بيتر دوهرتي لاكتشافهما كيفية تعرف الجهاز المناعي على الخلايا المصابة بالفيروسات، فصار بذلك رقم 24 في قائمة السويسريين الحاصلين على جائزة نوبل.
تغزو الفيروسات الخلايا وتتكاثر داخلها. وتقوم الخلايا التائية القاتلة بتدمير هذه الخلايا المصابة حتى لا تتكاثر الفيروسات. وقد اكتشف تسينكرناغل ودوهرتي أن الخلايا التائية القاتلة تحتاج ـ لكي تتعرف على الخلايا المصابة ـ لا بد أن تتعرف على جزيئين يوجدان على سطح الخلية، أحدهما هو المستضد الخاص بالفيروس، والآخر هو جزيء معقد التوافق النسيجي الكبير. ويتم هذا التعرف عن طريق مستقبِل يوجد على السطح الخارجي للخلية التائية. وقد كان المعروف سابقاً عن معقد التوافق النسيجي الكبير أنه مسؤول فقط عن رفض الجسم للأنسجة المنزرعة غير المتوافقة معه، فأضاف تسينكرناغل ودوهرتي أن لهذا المعقد دوراً آخر في مقاومة الفيروسات.

## الجوائز والتكريمات الأخرى
حصل تسينكرناغل ـ إلى جانب جائزة نوبل في الطب ـ على كل من:
- جائزة ألبرت لاسكر للأبحاث الطبية سنة 1995.
- جائزة وليام ب. كولي من معهد أبحاث السرطان سنة 1987.

وفي سنة 1999 حصل تسينرناغل على أرفع وسام مدني أسترالي، هو وسام أستراليا من رتبة رفيق شرفي، تقديراً لأبحاثه المشتركة مع دوهرتي.

## وصلات خارجية
- رولف تسينكرناغل على موقع الموسوعة البريطانية (الإنجليزية)
- رولف تسينكرناغل على موقع مونزينجر (الألمانية)
- رولف تسينكرناغل على موقع إن إن دي بي (الإنجليزية)
- سيرة ذاتية للعالم على موقع جائزة نوبل )بالإنجليزية)